# Kickin' it
Kickin' It (Wasabi Warriors en España y Los Guerreros Wasabi en Latinoamérica) es una serie de televisión inspirada en Karate Kid que se emitió originalmente en Disney XD entre el 13 de junio de 2011 y el 25 de marzo de 2015. Creada y producida por Jim O'Doherty, la serie sigue al instructor de karate en una academia de artes marciales de bajo rendimiento, interpretado por Jason Earles, y sus cinco estudiantes inadaptados, interpretados por Leo Howard, Dylan Riley Snyder, Mateo Arias, Olivia Holt, y Alex Christian Jones.
El 20 de septiembre de 2011, Disney XD anunció la serie había sido renovada para una segunda temporada. La segunda temporada de se estrenó el 2 de abril de 2012. Disney XD anunció el 5 de noviembre de 2012, que la serie había sido renovada para una tercera temporada y que entrará en producción en enero de 2013. Para la tercera temporada, Alex Christian Jones ya no es un miembro del reparto principal. En agosto de 2013, Disney XD ordenó una cuarta temporada de la serie, que saldría al aire en 2014, convirtiéndose en la primera serie original de Disney XD en pasar las 3 temporadas. Olivia Holt dejó el elenco en la cuarta temporada para protagonizar la serie original de Disney Channel I Didn't Do It. La cuarta y última temporada se estrenó el 17 de febrero de 2014 y finalizó el 25 de marzo de 2015.

## Argumento
Ubicada en un centro comercial en decadencia, la Academia de Artes Marciales Bobby Wasabi, dirigida por el sensei Rudy Gillespie (Jason Earles) tiene fama de ser el peor dojo de la cadena a nivel nacional de dojos de Bobby Wasabi y corre peligro de cerrar para siempre. Sin embargo, esto cambia cuando en un intento de mejorar la imagen del dojo, un equipo muy unido de chicos pero no muy talentosos, invitan a unirse a un nuevo chico a su grupo; Jack Brewer (Leo Howard), quién les ayudará a convertirse en el dojo #1 y también les enseñara acerca de los valores de la vida, el karate y la amistad. Todos los miembros del dojo siguen el código de Wasabi: "Juramos por la luz del ojo del dragón, ser leales y honestos y no morir sin honor. Wasabi!" Siempre hay dos o tres líneas argumentales. El principal enseña una lección, mientras que los otros son básicamente para el alivio cómico.

## Producción
La serie fue creada por el productor nominado al Emmy, Jim O'Doherty que comenzó su carrera como escritor y productor de la comedia de enredo de las comedias de televisión 3rd Rock from the Sun, Grounded for Life y The Tracy Morgan Show. Kickin' It está inspirado en la infancia de O'Doherty en Long Island, Nueva York, donde obtuvo un cinturón verde en artes marciales, pero se vio obligado a poner fin a su entrenamiento cuando su dojo local, cerró y se convirtió en una veterinaria clínica. Esta conexión de la niñez a las artes marciales, sumada a los intereses de tres de sus hijas en el karate, sentó las bases de la premisa de la serie.
El casting para la serie comenzó a principios de 2010 con Jason Earles, ex estrella de Hannah Montana elegido para el papel de Sensei "Rudy". Leo Howard, cinturón negro en karate y ex estrella de Disney de Leo Little's Big Show, fue elegido para el papel de "Jack". Dylan Riley Snyder, ex estrella del musical de Broadway Tarzan, fue elegido para el papel de "Milton". Mateo Arias, hermano de Moises Arias y compañero de Earles en Hannah Montana, fue elegido para el papel de "Jerry". Olivia Holt, quien anteriormente apareció en comerciales de Hasbro, Mattel y Bratz, fue elegida para el papel de "Kim". Finalmente, Alex Christian Jones, que apareció en el video musical de Ruben Studdard "Flying Without Wings", fue elegido para el papel de "Eddie".
El episodio piloto de Kickin' It filmado en agosto de 2010 y en noviembre de 2010, Disney XD anunció que tenía luz verde la serie (entonces conocido como Wasabi Warriors) y el rodaje comenzaría en enero de 2011. Con el anuncio de la serie, el CEO de Disney Channel, Gary Marsh comentó sobre la fórmula innovadora de comedia de situación y artes marciales, diciendo: "Al entrelazar artes marciales en la trama de una comedia de situación tradicional, hemos creado una sitcom totalmente única. Además, por el emparejamiento de nuestra estrella Leo Howard — un verdadero cinturón negro en artes marciales — con un brillante comediante como Jason Earles, hemos inclinado la balanza hacia el éxito ".

## Personajes
| Actor/Actriz         | Personaje             | Temporadas   | Temporadas   | Temporadas   | Temporadas   |
| Actor/Actriz         | Personaje             | Temporada 1  | Temporada 2  | Temporada 3  | Temporada 4  |
| -------------------- | --------------------- | ------------ | ------------ | ------------ | ------------ |
| Leo Howard           | Jack Brewer           | Protagonista | Protagonista | Protagonista | Protagonista |
| Dylan Riley Snyder   | Milton David Krupnick | Protagonista | Protagonista | Protagonista | Protagonista |
| Mateo Arias          | Jerry Martinez        | Protagonista | Protagonista | Protagonista | Protagonista |
| Olivia Holt          | Kim Crawford          | Protagonista | Protagonista | Protagonista |              |
| Alex Christian Jones | Eddie Jones           | Protagonista | Protagonista | N/A          | N/A          |
| Jason Earles         | Sensei Rudy Gillespie | Protagonista | Protagonista | Protagonista | Protagonista |

## Episodios
| Temporada | Temporada | Episodios | Estados Unidos        | Estados Unidos         | Latinoamérica            | Latinoamérica            | España                   | España             |
| Temporada | Temporada | Episodios | Comienzo              | Final                  | Comienzo                 | Final                    | Comienzo                 | Final              |
| --------- | --------- | --------- | --------------------- | ---------------------- | ------------------------ | ------------------------ | ------------------------ | ------------------ |
|           | 1         | 21        | 13 de junio de 2011   | 26 de marzo de 2012    | 10 de octubre de 2011    | 12 de mayo de 2012       | 16 de septiembre de 2011 | 11 de mayo de 2012 |
|           | 2         | 24        | 2 de abril de 2012    | 3 de diciembre de 2012 | 1 de octubre de 2012     | 13 de agosto de 2013     | 6 de agosto de 2012      | 1 de mayo de 2013  |
|           | 3         | 22        | 1 de abril de 2013    | 27 de enero de 2014    | 23 de septiembre de 2013 | 13 de septiembre de 2014 | 1 de noviembre de 2013   | 23 de mayo de 2014 |
|           | 4         | 18        | 17 de febrero de 2014 | 25 de marzo de 2015    | 1 de septiembre de 2014  | 27 de abril de 2015      | 19 de septiembre de 2014 | 8 de mayo de 2015  |

## Recepción
El estreno de la serie de Kickin 'It obtuvo aproximadamente 873,000 espectadores, lo que lo convirtió en el estreno de la serie más premiada en la historia de Disney XD (incluida la encarnación anterior de la cadena como Toon Disney), seguido por el estreno de I'm in the Band que obtuvo 863,000 espectadores. El estreno obtuvo 578,000 espectadores entre los niños de 6 a 14 y 393,000 entre los adolescentes de 9 a 14 años, y fue el estreno de la serie de acción en vivo número uno de Disney XD de todos los tiempos entre Kids 6-11 (431,000). En el Reino Unido, el primer episodio entregó 88,000 espectadores y el segundo entregó 62,000 espectadores.

## Premios y nominaciones
| Year | Award                 | Category                                                                       | Recipient              | Result   | Ref.   |
| ---- | --------------------- | ------------------------------------------------------------------------------ | ---------------------- | -------- | ------ |
| 2012 | Premios Artista Joven | Mejor actuación en serie de TV - Actor invitado de entre 14 y 17 años          | Harrison Thomas Boxley | Nominado | [ 20 ] |
| 2012 | Premios Artista Joven | Mejor actuación en serie de TV - Actriz invitada de entre 14 y 16 años         | Chelsey Bryson         | Nominada | [ 20 ] |
| 2012 | Premios Artista Joven | Mejor actuación en serie de TV - Actriz joven recurrente                       | Hannah Leigh           | Nominada | [ 20 ] |
| 2013 | Premios Artista Joven | Mejor actuación en serie de TV - Estrella joven invitada de entre 14 y 21 años | Harrison Thomas Boxley | Nominado | [ 21 ] |
| 2013 | Premios Artista Joven | Mejor actuación en serie de TV - Estrella joven invitada de entre 14 y 21 años | Joey Luthman           | Ganador  | [ 21 ] |
| 2013 | Premios Artista Joven | Mejor actuación en serie de TV - Actriz invitada de entre 14 y 16 años         | Sadie Calvano          | Nominada | [ 21 ] |
| 2013 | Premios Artista Joven | Mejor actuación en serie de TV - Actriz invitada de entre 14 y 16 años         | Madison Curtis         | Nominada | [ 21 ] |